# Paweł Juracki
Paweł Juracki (ur. 1 listopada 1885, zm. 1940 w Kijowie) – podpułkownik piechoty Wojska Polskiego, ofiara zbrodni katyńskiej.

## Życiorys
Syn Napoleona. Brał udział w wojnie z bolszewikami. 1 czerwca 1921 roku pełnił służbę w Baonie Szkolnym 13 Dywizji Piechoty, a jego oddziałem macierzystym był 51 pułk piechoty. 3 maja 1922 roku został zweryfikowany w stopniu majora ze starszeństwem z dniem 1 czerwca 1919 roku i 201. lokatą w korpusie oficerów piechoty, a jego oddziałem macierzystym był nadal 51 pp w Brzeżanach. 10 lipca tego roku został przeniesiony z 44 pułku piechoty w Równem do 4 pułku piechoty Legionów w Kielcach na stanowisko zastępcy dowódcy pułku. Został awansowany do stopnia podpułkownika ze starszeństwem z dniem 1 lipca 1925. W kwietniu 1928 został przeniesiony macierzyście do kadry oficerów piechoty z równoczesnym przydziałem do Szkoły Podchorążych Rezerwy Piechoty nr 1 w Ostrowi na stanowisko komendanta. We wrześniu 1930 został przeniesiony z Baonu Podchorążych Rezerwy Piechoty Nr 7A w Jarocinie do Powiatowej Komendy Uzupełnień Nowy Sącz na stanowisko komendanta. Z dniem 30 listopada 1933 został przeniesiony w stan spoczynku.
Po wybuchu II wojny światowej i agresji ZSRR na Polskę z 17 września 1939 na terenach wschodnich II Rzeczypospolitej został aresztowany przez Sowietów i przewieziony do więzienia przy ulicy Karolenkiwskiej 17 w Kijowie. Tam został prawdopodobnie zamordowany przez NKWD na wiosnę 1940. Jego nazwisko znalazło się na tzw. Ukraińskiej Liście Katyńskiej opublikowanej w 1994 (został wymieniony na liście wywózkowej 56/1-81 oznaczony numerem 3371). Został pochowany na otwartym w 2012 Polskim Cmentarzu Wojennym w Kijowie-Bykowni.

## Odznaczenia
- Złoty Krzyż Zasługi – 10 listopada 1938 „za zasługi w służbie wojskowej”[13]
- Krzyż Walecznych[1]